# Каменепад

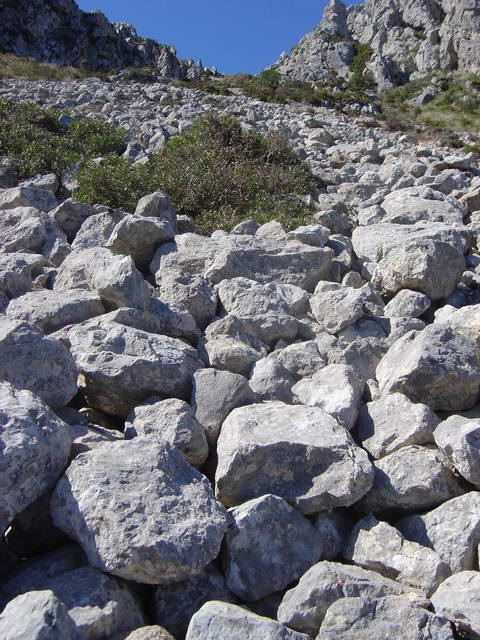
Осип сформована каменепадом.

Каменепад — обрушення великих кам'яних брил, уламків порід і просто вільне падіння каменів на гірських схилах під дією сили тяжіння. До каменепаду спричиняє відділення каменів різної крупності від материнської породи в результаті вивітрювання, землетрусу, розмиву поверхневими і підземними водами. Каменепад обмежений окремими жолобами і поглибленнями в гірських схилах. Він відрізняється меншими розмірами від обвалу, при якому утворюється завал.
Каменепад особливо небезпечний на гірських дорогах, які проходять над вертикальними чи навіть «від'ємними» стінками, поблизу кулуарів тощо.
В горах, на висотах понад 3-4 тис. м. над рівнем моря або у холодну пору року з температурами 0оС і нижче, каменепад особливо імовірний при розмерзанні (таненні) снігу та льоду і руйнуванні агрегатів «лід-камені», тобто у другій половині дня.

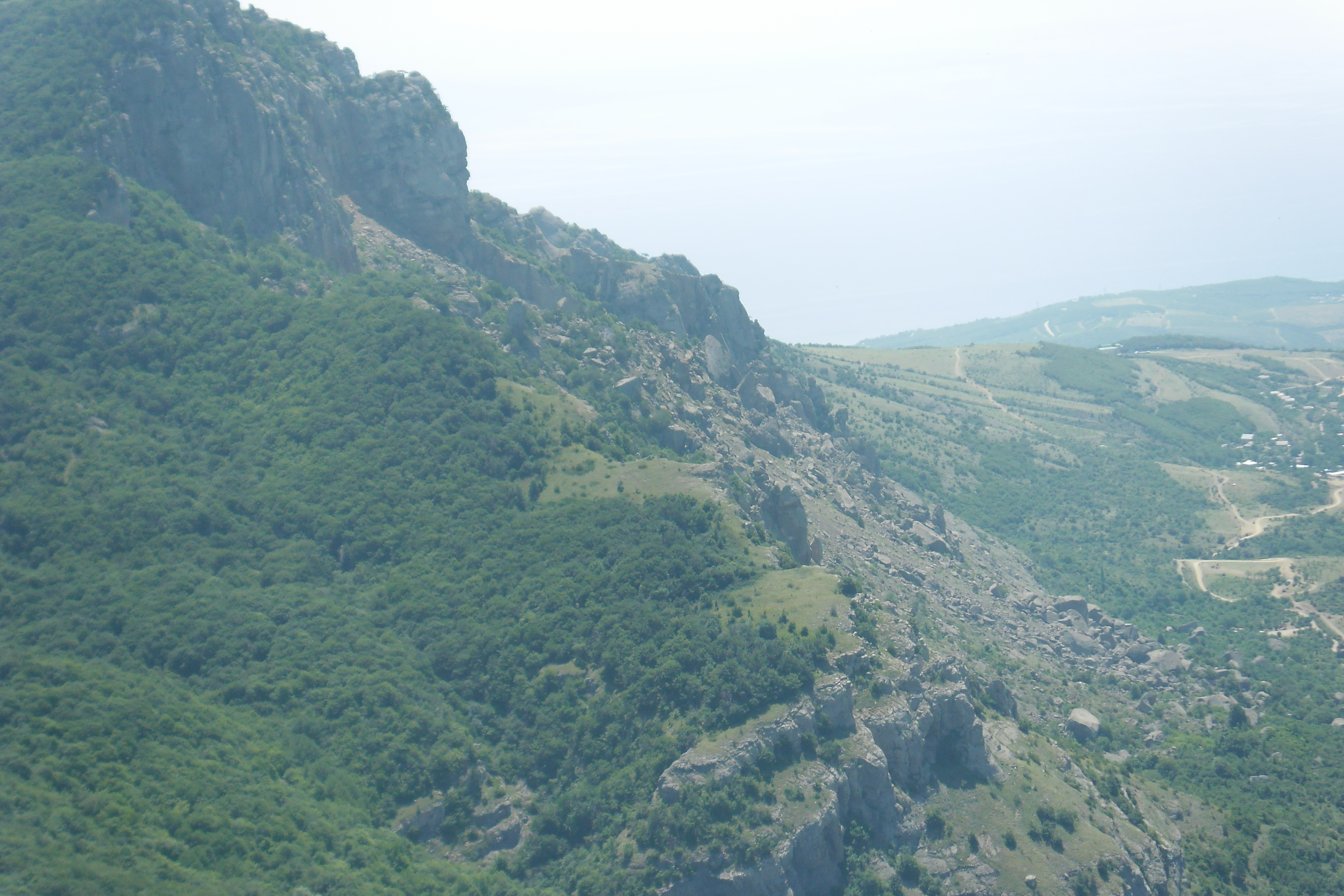
Каменепад в Криму.